# Camila Valadão
Camila Costa Valadão (Serra, 29 de agosto de 1984) é assistente social, militante feminista e política capixaba. Foi eleita vereadora de Vitória, Espírito Santo, pelo Partido Socialismo e Liberdade (PSOL) em 2020 e deputada estadual do Espírito Santo em 2022. 

## Biografia
Sua atuação política tem início no movimento estudantil ainda antes de ingressar na Universidade Federal do Espírito Santo (Ufes), onde começou a graduação em Serviço Social no ano de 2004 e fez parte do Centro Acadêmico Livre de Serviço Social (CALSS) e do Diretório Central dos Estudantes (DCE). Neste período, participou de mobilizações relativas a temas diversos como as políticas de educação estaduais e nacionais, a implementação da política de cotas na universidade, o combate ao aumento do valor do transporte público, a demarcação das terras indígenas tupinikim e guarani em Aracruz.
Depois de formada, Camila atuou como assistente social e foi presidenta do Conselho Regional de Serviço Social (CRESS), além de ter integrado o Conselho Estadual de Direitos Humanos (CEDH), defendendo diversas pautas, como o combate à proposta de internação compulsória. Integrou também o Observatório Capixaba de Juventude, OSCIP criada em 2012 por pesquisadores, militantes e jovens de diferentes formações atuantes no Espírito Santo. Foi Coordenadora Geral do projeto Proteção de Jovens em Território Vulnerável (Protejo) desenvolvido nos bairros de Feu Rosa e Vila Nova de Colares, no Município da Serra, como parte do Programa Nacional de Segurança Pública com Cidadania (Pronasci) e participou do Programa de Redução da Violência Letal contra Adolescentes e Jovens (PRVL), coordenado pelo Observatório de Favelas.

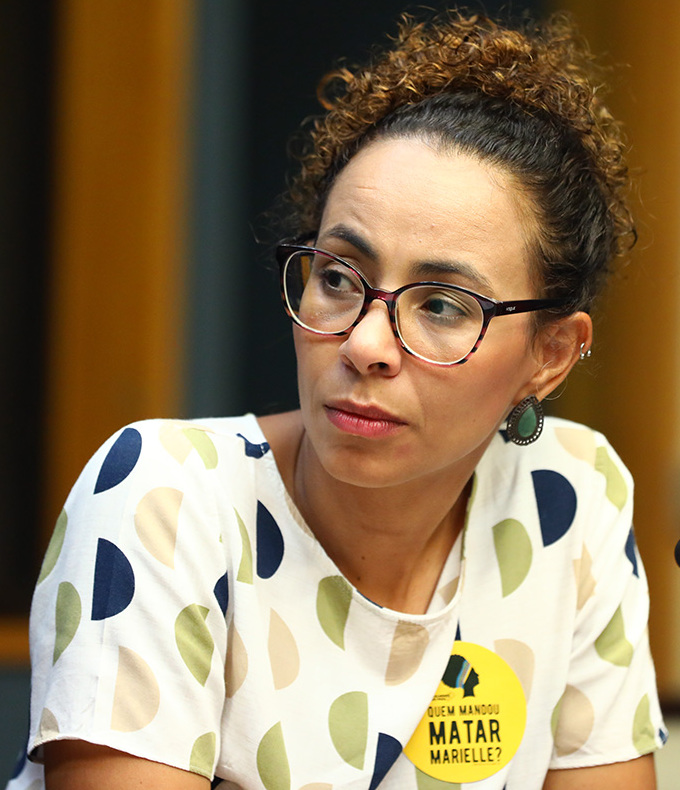
Valadão durante sessão ordinária da Assembleia Legislativa do Espírito Santo (2023)

Em paralelo, seguiu carreira acadêmica realizando mestrado e doutorado em Política Social na Ufes, tendo entregue dissertação sobre as políticas públicas para juventude no Espírito Santo, e doutorado sobre a política social na transição socialista cubana que incluiu realização de doutorado-sanduíche na Faculdade de Economia da Universidad de la Habana (Cuba). Chegou a atuar como professora substituta no Departamento de Serviço Social de sua alma mater, a Ufes.
Em sua carreira na política institucional, concorreu a diversos cargos, sempre pelo PSOL. Em 2014 foi candidata ao governo do Espírito Santo, ficando em quarto lugar (1,1% dos votos). Dois anos depois, candidata a vereadora de Vitória, foi a 5ª mais votada para o cargo no município, porém seu partido não teve votação suficiente para atingir o coeficiente eleitoral. Em 2018 voltou às urnas como candidata a deputada a deputada estadual e atingiu 16.829, sendo a 28ª mais votada mas novamente ficando de fora entre os 30 eleitos por falta de votos da legenda. Em 2020, já com a nova lei eleitoral, que acabou com coligações para eleições proporcionais, Camila Valadão aumentou sua votação em relação ao pleito municipal anterior, chegando a 5.626 votos, sendo assim a segunda mais votada, garantindo a cadeira. Foi assim a primeira mulher negra eleita para ocupar o posto na Câmara Municipal de Vitória e também a primeira pessoa eleita pelo PSOL no estado do Espírito Santo.
Em 2022, foi novamente candidata a deputada estadual, sendo eleita com a quarta maior votação do estado (52.221 votos) pela Federação formada por PSOL e Rede. Tornou-se assim a mulher mais votada da história do Espírito Santo para a Assembleia Legislativa, superando a votação de Sueli Vidigal em 2002, quando esta alcançou 36,5 mil votos.

## Mandato Ilma Viana

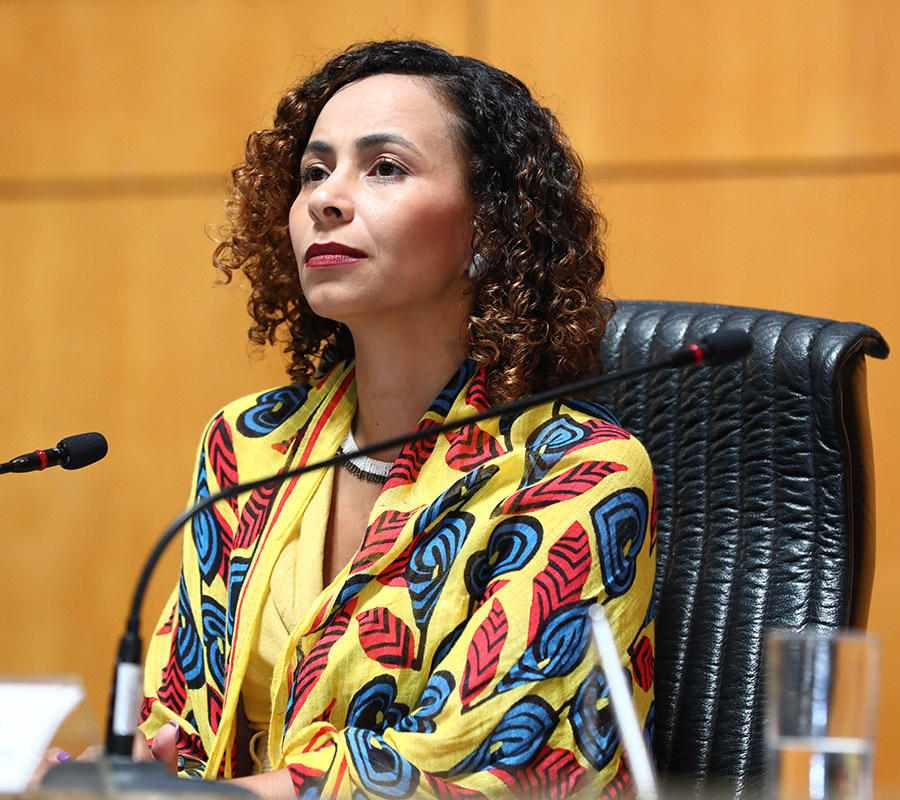
Valadão durante sessão da Comissão de Defesa dos Direitos Humanos da Assembleia Legislativa do Espírito Santo (2023)

Camila Valadão tomou posse junto a outros 14 eleitos na 19ª legislatura da Câmara Municipal de Vitória em 1º de janeiro de 2021, sendo além dela a única mulher eleita a vereadora Karla Coser (PT). Nomeou seu mandato em homenagem a Ilma Viana, pedagoga, sambista e militante do movimento negro e do PSOL, falecida em 2017.
Desde o início de seu mandato, Camila Valadão assumiu postura de oposição ao prefeito Lorenzo Pazolini, tendo no segundo turno da eleição de 2020 apoiado o candidato opositor, o ex-prefeito João Coser (PT), que acabou derrotado por Pazolini. Os principais pontos de atuação de seu mandato têm sido temas como direitos das mulheres, negritude, pessoas LGBTQIA+ e servidores municipais, saúde, meio ambiente, direito à cidade, educação e primeira infância.
Já no primeiro ano de seu mandato, denunciou a violência política de gênero na Câmara contra ela e Karla Coser, tendo como principal acusado de agressões o vereador Gilvan da Federal, eleito pelo Patriotas, que chegou a criticar a vestimenta da colega de Câmara, mandá-la calar a boca e chamá-la de "satanista" e "assassina de bebês" por ser favorável à legalização do aborto. Os ataques chegaram a provocar uma manifestação em apoio a Camila Valadão.
Camila, autora do Projeto de Lei 39/2021, fez de Vitória a primeira cidade do Espírito Santo a instituir a data focada no combate à violência política de gênero. Na lei estão inseridos estes conceitos: atos físicos, ameaças ou intimidação psicológica e/ou discriminatória praticados com o objetivo de atentar contra a vida, agredir, ameaçar, ofender ou limitar ilegitimamente, o pleno desenvolvimento e a participação política de representantes eleitas, candidatas, pré-candidatas e dirigentes partidárias. É celebrado no dia 14 de março, data do assassinato da vereadora do Rio de Janeiro Marielle Franco, ocorrido em 2018.
Em julho de 2022, o Centro de Apoio aos Direitos Humanos Valdicio Barbosa dos Santos, entidade com vínculo consultivo à Organização das Nações Unidas, denunciou à ONU a existência de sistemática violência política de gênero contra Camila e também contra a vice-governadora do Espírito Santo, Jacqueline Moraes. Constam da denúncia relatos de violência verbal e tentativas de intimidação à vereadora na câmara municipal de Vitória.

## Desempenho em eleições
São resultados eleitorais de Camila Valadão:
| Ano  | Eleição                     | Candidata a       | Partido | Coligação                                 | Votos          | Resultado  |
| ---- | --------------------------- | ----------------- | ------- | ----------------------------------------- | -------------- | ---------- |
| 2014 | Estaduais do Espírito Santo | Governadora       | PSOL    | sem coligação                             | 21.044 (1,10%) | Não eleita |
| 2016 | Municipal de Vitória        | Vereadora         | PSOL    | Frente de Esquerda (PSOL, PCB)            | 3.727 (2,06%)  | Não eleita |
| 2018 | Estaduais do Espírito Santo | Deputada Estadual | PSOL    | Frente de Esquerda Socialista (PSOL, PCB) | 16.829 (0,86%) | Não eleita |
| 2020 | Municipal de Vitória        | Vereadora         | PSOL    | sem coligação proporcional                | 5.625 (3,34%)  | Eleita     |
| 2022 | Estaduais do Espírito Santo | Deputada Estadual | PSOL    | Federação PSOL REDE (PSOL, REDE)          | 52.221 (2,49%) | Eleita     |
| 2024 | Municipal de Vitória        | Prefeita          | PSOL    | Federação PSOL REDE (PSOL, REDE)          | 10.773 (5,74%) | Não eleita |